# Periódusos rendszerbeli periódus

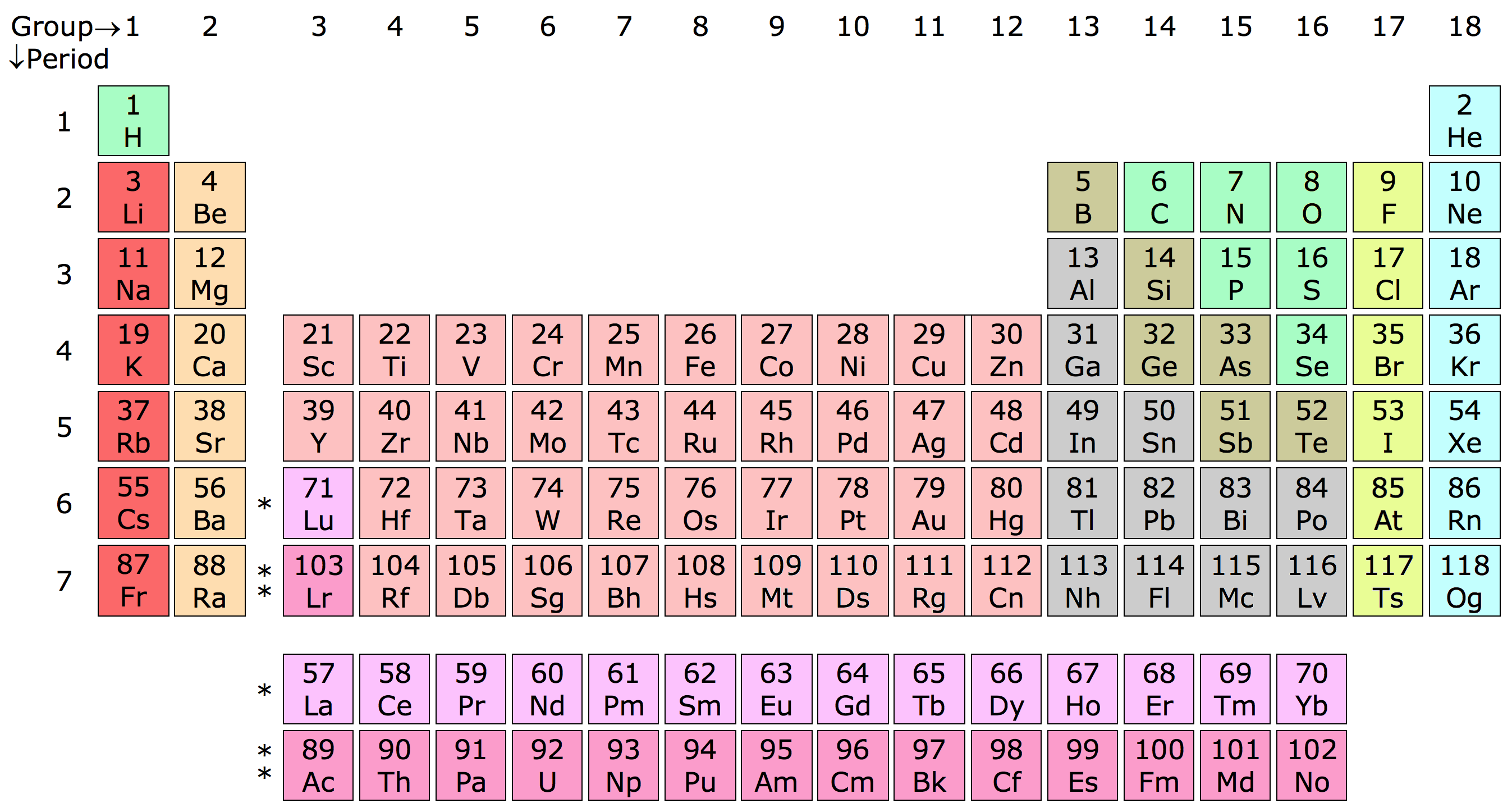
A Mengyelejev által kidolgozott periódusos rendszerben periódusnak a vízszintes sorokat nevezik

A periódusos rendszerben az elemek periódusokba és csoportokba rendezve jelennek meg.
A periódusokban az elemek rendszámuk szerint növekvő sorban követik egymást. Az elemek rendszámát kémiai és fizikai tulajdonságaik határozzák meg.
Egy főcsoporton belül azok az elemek találhatók, melyekben az elektronhéjakon lévő legkülső héjon lévő vegyértékelektronok száma megegyezik. A periódusban balról jobbra haladva sorban töltődnek fel az atompályák.
A perióduson belül balról jobbra haladva:
- csökken az elemek atomsugara, elektronegativitásuk viszont nő. Ennek oka az, hogy atommagban levő protonok számának növekedésével a mag pozitív töltése is nő.
- nő az ionizációs energia

A táblázatban látható, miképp alakul az elektronszerkezet a periódusokban:
| Periódus | Lezárt héjszerkezet                                             | Kialakuló héj | Feltöltődő pályák |
| -------- | --------------------------------------------------------------- | ------------- | ----------------- |
| 1        | –                                                               | K             | 1s                |
| 2        | 1s2                                                             | L             | 2s,2p             |
| 3        | 1s2,2s2,2p6                                                     | M             | 3s,3p             |
| 4        | 1s2,2s2,2p6,3s2,3p6                                             | N             | 4s,3d,4p          |
| 5        | 1s2,2s2,2p6,3s2,3p6,3d10,4s2,4p6                                | O             | 5s,4d,5p          |
| 6        | 1s2,2s2,2p6,3s2,3p6,3d10,4s2,4p6,4d10,5s2,5p6                   | P             | 6s,5d,4f,6p       |
| 7        | 1s2,2s2,2p6,3s2,3p6,3d10,4s2,4p6,4d10,4f14,5s2,5p6,5d10,6s2,6p6 | Q             | 7s,6d,5f,7p       |

A táblázat utolsó oszlopában látható, hogy az adott perióduson belül haladva, milyen sorrendben töltődnek fel az alhéjak. Megfigyelhető, hogy a 4. periódusban (mely a káliummal kezdődik) először a
4s pálya töltődik fel, majd ezt követően a 3d és végül a 4p. A 3d és a 4s atompályák pályaenergiái közel esnek egymáshoz. Az atomok atompályái pedig úgy töltődnek fel elektronokkal, hogy az atom energiája a legkisebb legyen. A kálium- és a kalciumatom kedvezőbb energiaszintet ér el, ha a 4s pályái előbb töltődnek fel elektronnal, mint a 3d pályák.
Hasonló energetikai indokai vannak a 6. periódusban az f pályák feltöltődési sorrendjeinek is.